# Atraco a las 3... y media
Atraco a las 3... y media es una película española de comedia de 2003, dirigida por el puertorriqueño Raúl Marchand Sánchez, producida por Pedro Masó y protagonizada, entre otros, por Iñaki Miramón, Josema Yuste, Josep Julien y Elsa Pataky.
Es una adaptación de la película Atraco a las tres (1962), dirigida por José María Forqué y protagonizada por José Luis López Vázquez, Manuel Alexandre y Gracita Morales.

## Sinopsis
Un gran banco alemán absorbe a una pequeña entidad financiera española, el Banco Previsor. El nuevo director general, Otto Schültz, es un hombre prepotente que considera ineficaces los métodos de los empleados españoles y planea un expediente de regulación con el que prejubilará a la mayoría de los trabajadores, incluido el director, con una ridícula pensión. Todos quedan afligidos por la noticia, pero uno de ellos, Galindo, decide aprovechar el tiempo que les queda en la sucursal para atracar el banco desde dentro el día de Nochevieja. Finalmente consigue convencer a sus compañeros para que le ayuden. Asimismo, Galindo mantiene una relación con Katia, una azafata del telecupón, quien sale con un delincuente profesional.La película tiene lugar durante la transición de la peseta al euro, siendo el atraco planificado para el 31 de diciembre de 2001, aprovechando el depósito de 7 millones de la nueva moneda en la caja fuerte.

## Elenco
- Iñaki Miramón es Galindo
- Josema Yuste es Benítez
- Josep Julien es Cordero
- Cristina Solà es Mónica
- Manuel Millán es Castrillo
- Manolo Royo es Martínez, vigilante de seguridad
- Juan Fernández es Delgado
- Manuel Alexandre es don Felipe (en 1962 participó en la película original interpretando el papel de Benítez)
- Elsa Pataky es Katia, la chica del Telecupón de la que está enamorado Galindo
- Carlos Larrañaga es Otto, el nuevo director general del banco
- Neus Asensi es Adela, esposa de Otto
- Chus Lampreave es doña Vicenta, la despistada clienta del banco
- Beatriz Rico es Lolita, novia de Cordero
- Marta Fernández Muro es Celia, hermana de Galindo
- Pedro Reyes es Máximo, novio de Celia
- Natalia Millán es Eloísa, esposa de Delgado

## Nominaciones
| Premio                       | Categoría              | Candidato                             | Resultado |
| ---------------------------- | ---------------------- | ------------------------------------- | --------- |
| Premios Goya (XVIII edición) | Mejor canción original | Paco Ortega (por Atraco a tu corazón) | Nominado  |